# Sochaczew

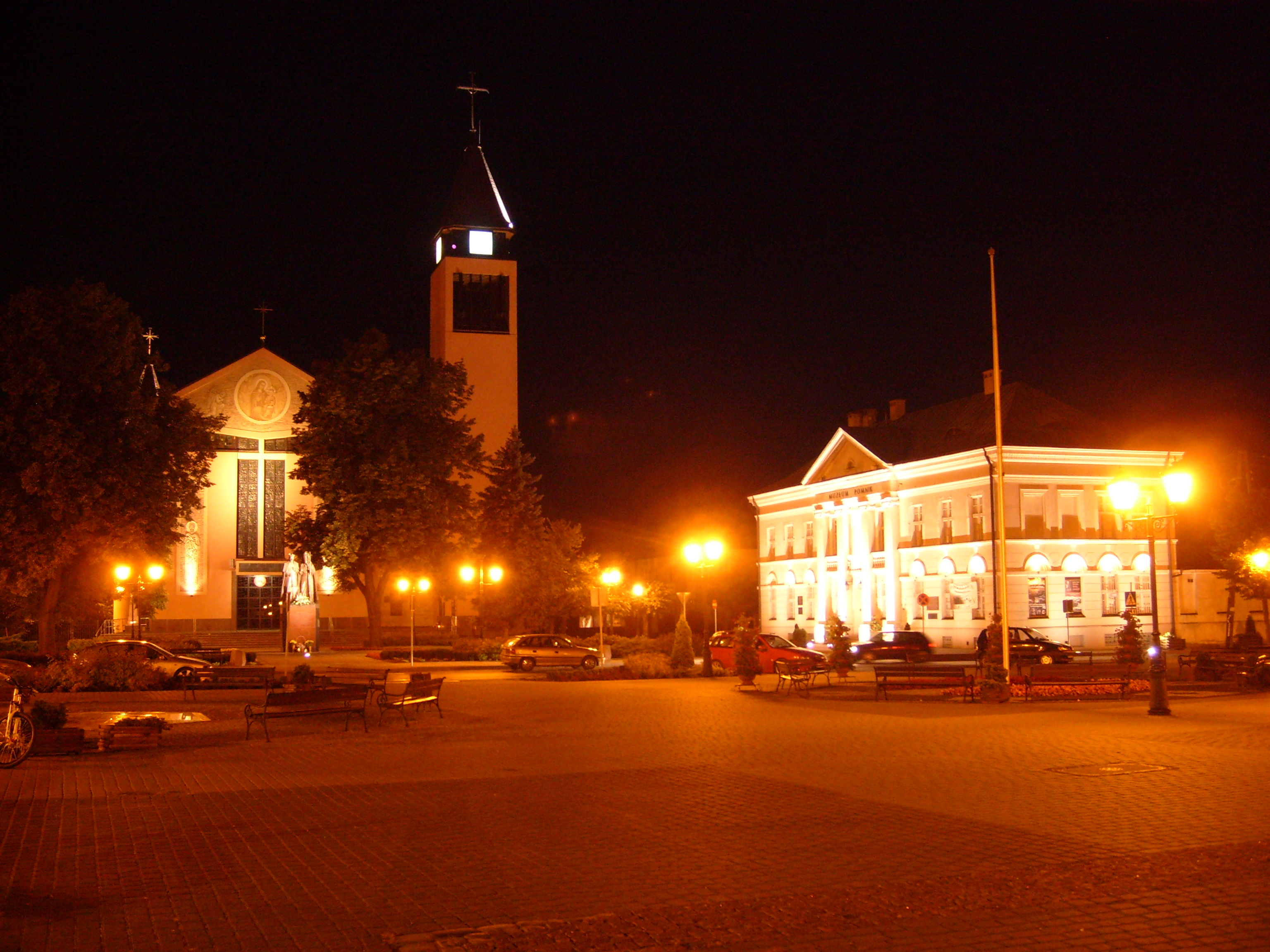
Sochaczew - pl.Kościuszki.

Sochaczew es una ciudad situada en el centro de Polonia, teniendo 38.000 habitantes en 2004.
Pertenece a la provincia de Mazovia desde 1999 (anteriormente formaba parte de Skierniewice Voivodeship, de 1975 a 1998). 

## Personalidades importantes
- Bogusław Liberadzki, político y economista polaco, nació en esta localidad polaca en 1948.